# 大峰山 (奈良縣)

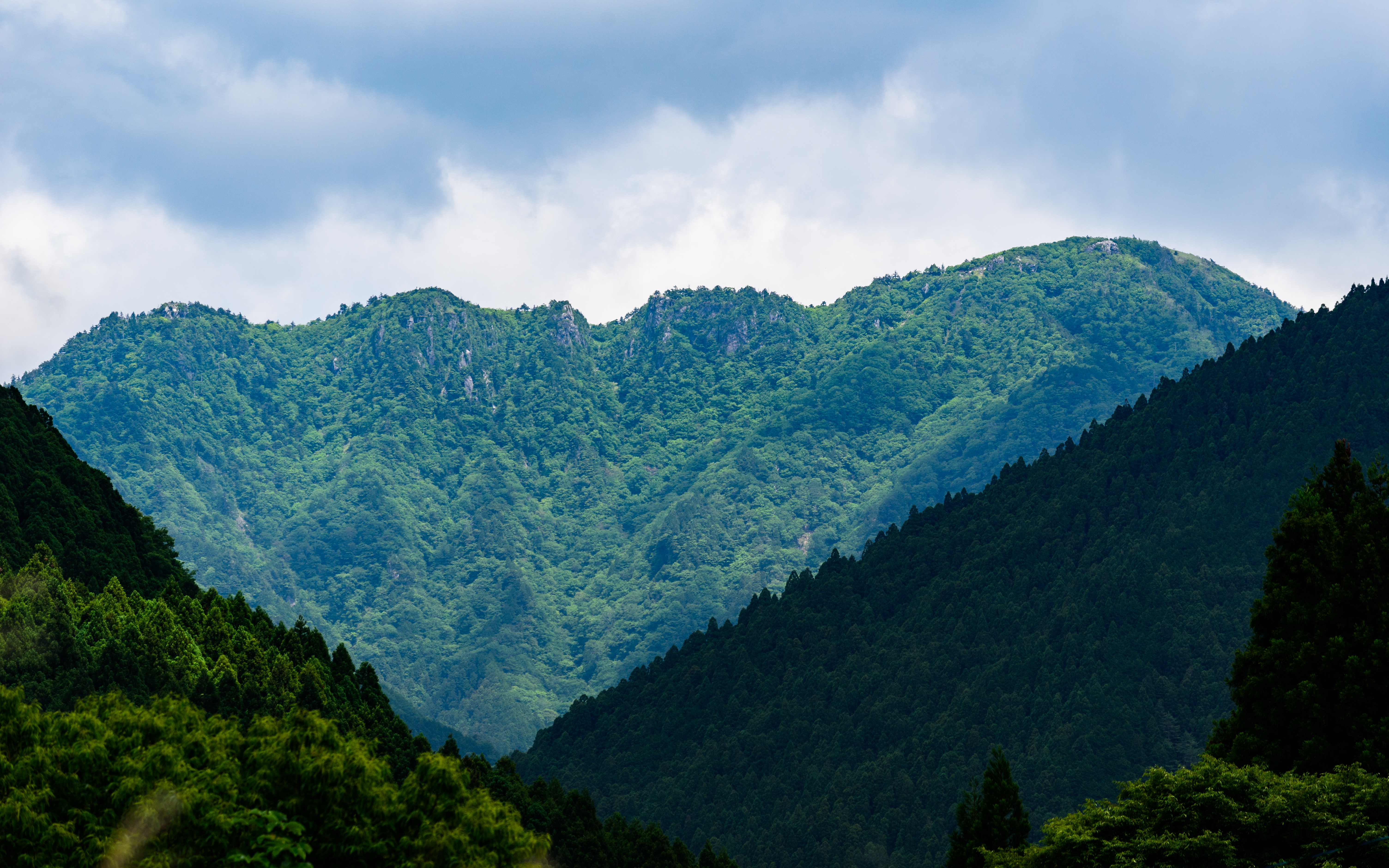
山上岳

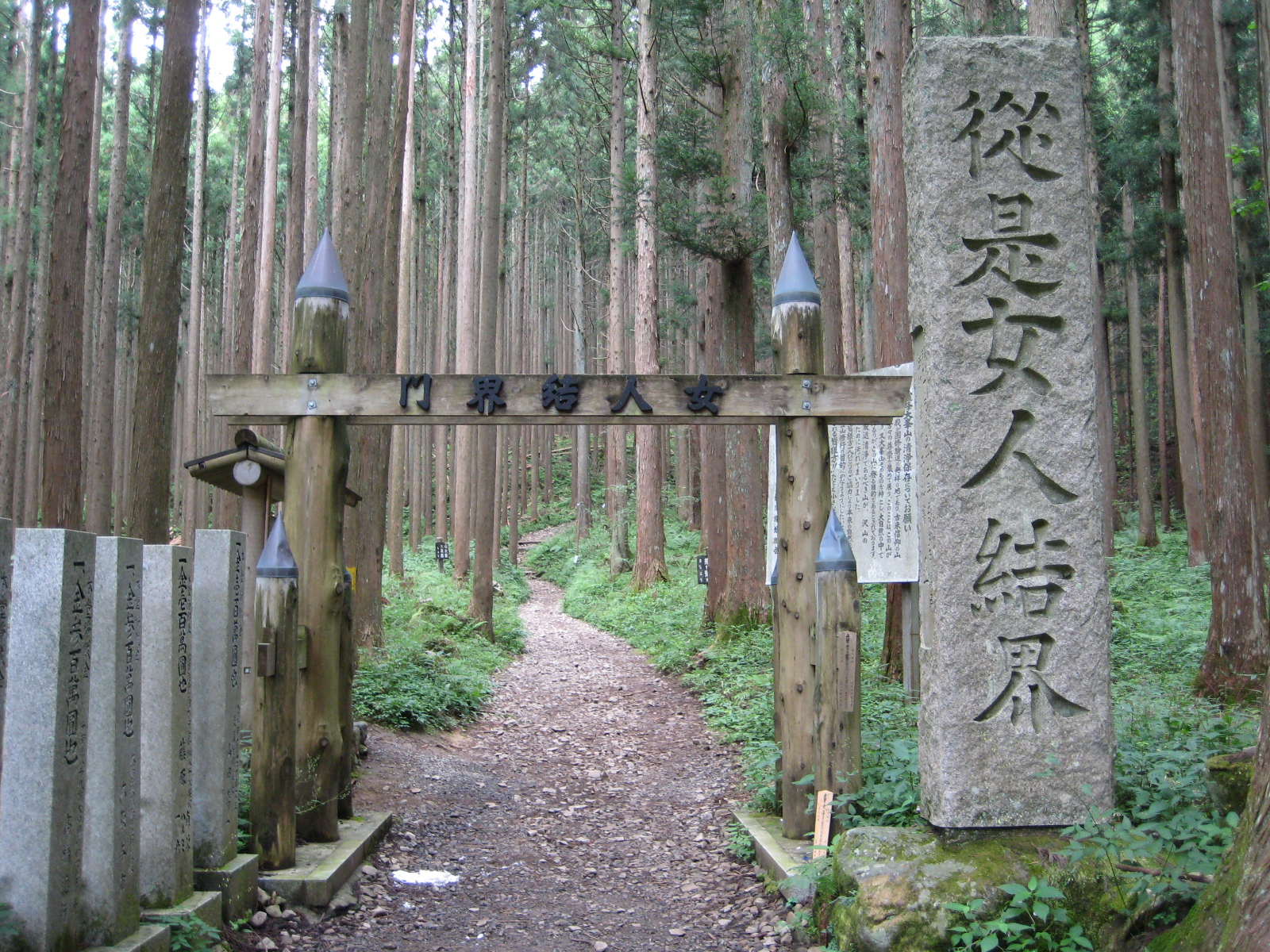
女人結界門

大峰山（おおみねさん）是位在奈良縣南部的山。現在廣義指大峰山脈、狹義指山上岳（さんじょうがたけ）。歷史上的大峰山指大峰山脈的山上岳南邊的小篠到熊野的山峰。相對的，小篠包含山上岳沿稜線到吉野川河岸稱作金峰山。

## 概要
吉野到熊野的大峯奧駈道自古就是來自藤原、平城的僧侶（修驗者）為修行所開闢的道路。熊野修驗擴張勢力之際，長久年間（1040年 - 1044年），修驗者（義叡、長圓）為熊野到吉野的大峯奧駈道設立體系。熊野到吉野的參詣稱作順峯。吉野到熊野的參詣稱作逆峯。
這一帶在1936年（昭和11年），指定為吉野熊野國立公園，2004年（平成16年）7月，史跡「大峯山寺」、史跡「大峯奧駈道」等作為「紀伊山地的靈場和參拜道」之一部登錄為聯合國教科文組織的世界遺産。
深田久彌的隨筆『日本百名山』和各種一覽表中，大峰山（1,915m）是採用廣義的大峰山最高峰「八經岳」（八劍山）的標高。

## 山上岳
標高1,719m。位在奈良縣吉野郡天川村。
這一帶自古就是作為修驗道之山的山伏修行場。作為道場的大峯山意指吉野山延續到熊野的山脈全體。之中有山上岳（舊名：金峯山）山頂付近的修驗道之根本道場大峯山寺山上藏王堂，山全體被視為聖域，現在也維持女人禁制。通往山上岳的登山道因宗教上的理由，有傳達女人禁制要旨的大門（女人結界門），並設置協力維護1300年傳統的依賴看板。

## 稻村岳（女人大峯）
標高1,726m。位在奈良縣吉野郡天川村。
包括本峰和大日山之2峰。山上岳維持女人禁制，但是相隣的稻村岳作為女性信者的修行場在1959年（昭和34年）開放，所以也被稱作「女人大峯」。

## 八經岳
標高1,915m。位在奈良縣吉野郡天川村和上北山村的境界。
八經岳（八劍山或佛經岳）是近畿地方的最高峰。

## 關連圖像

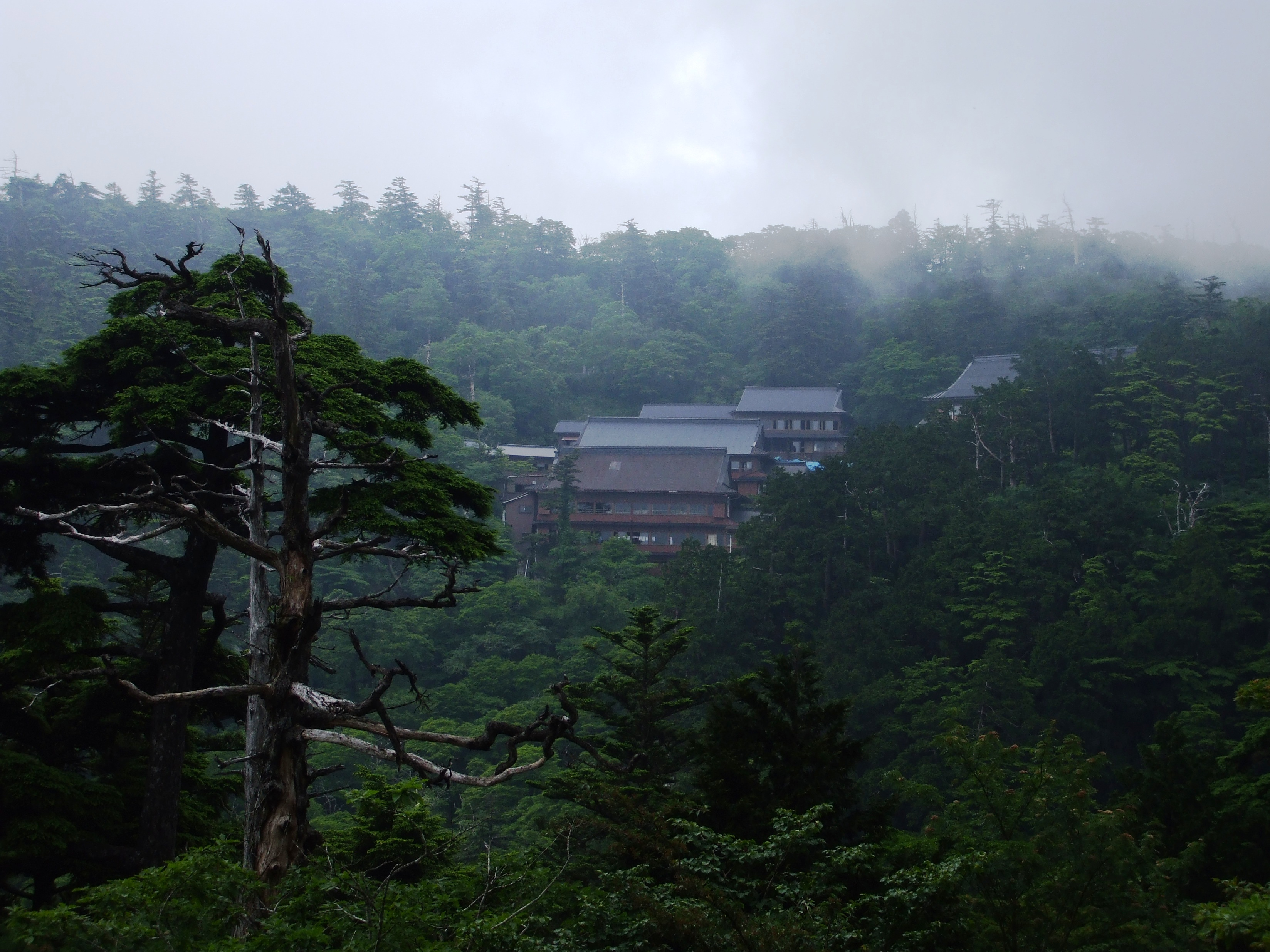
大峯山寺之宿坊（大峯山護持院宿坊）
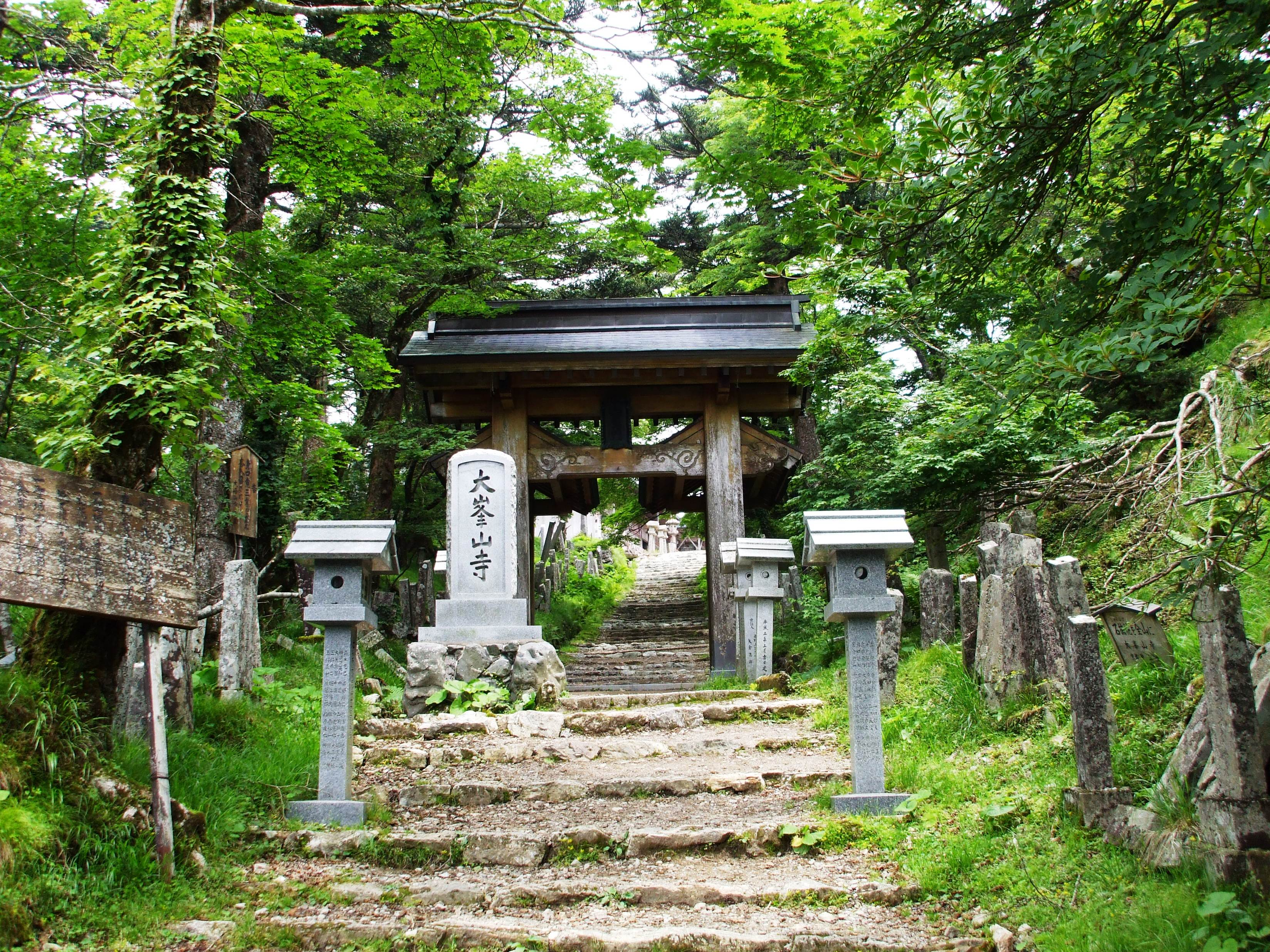
大峯山寺妙覺門（金峯山四門）
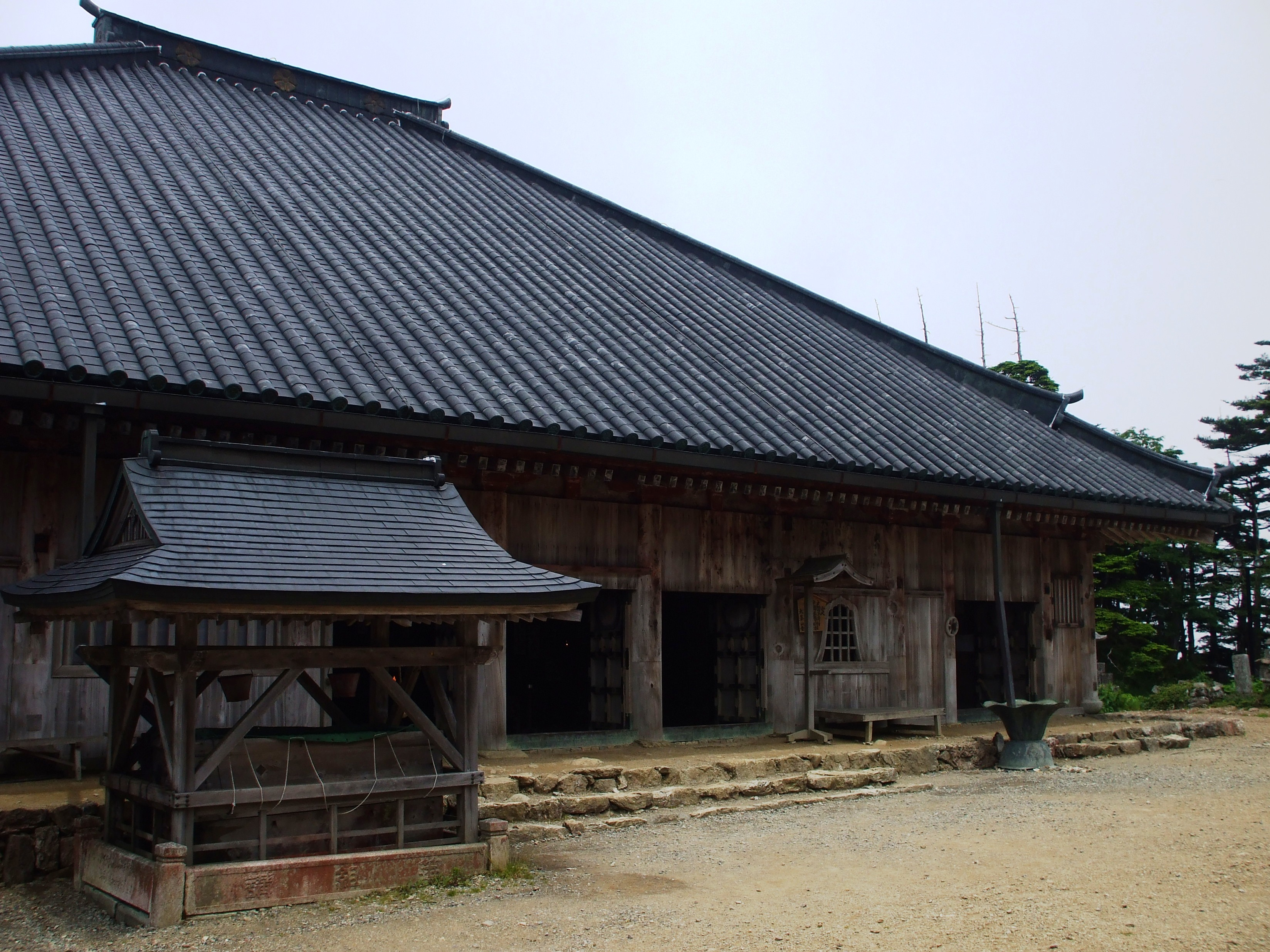
大峯山寺本堂
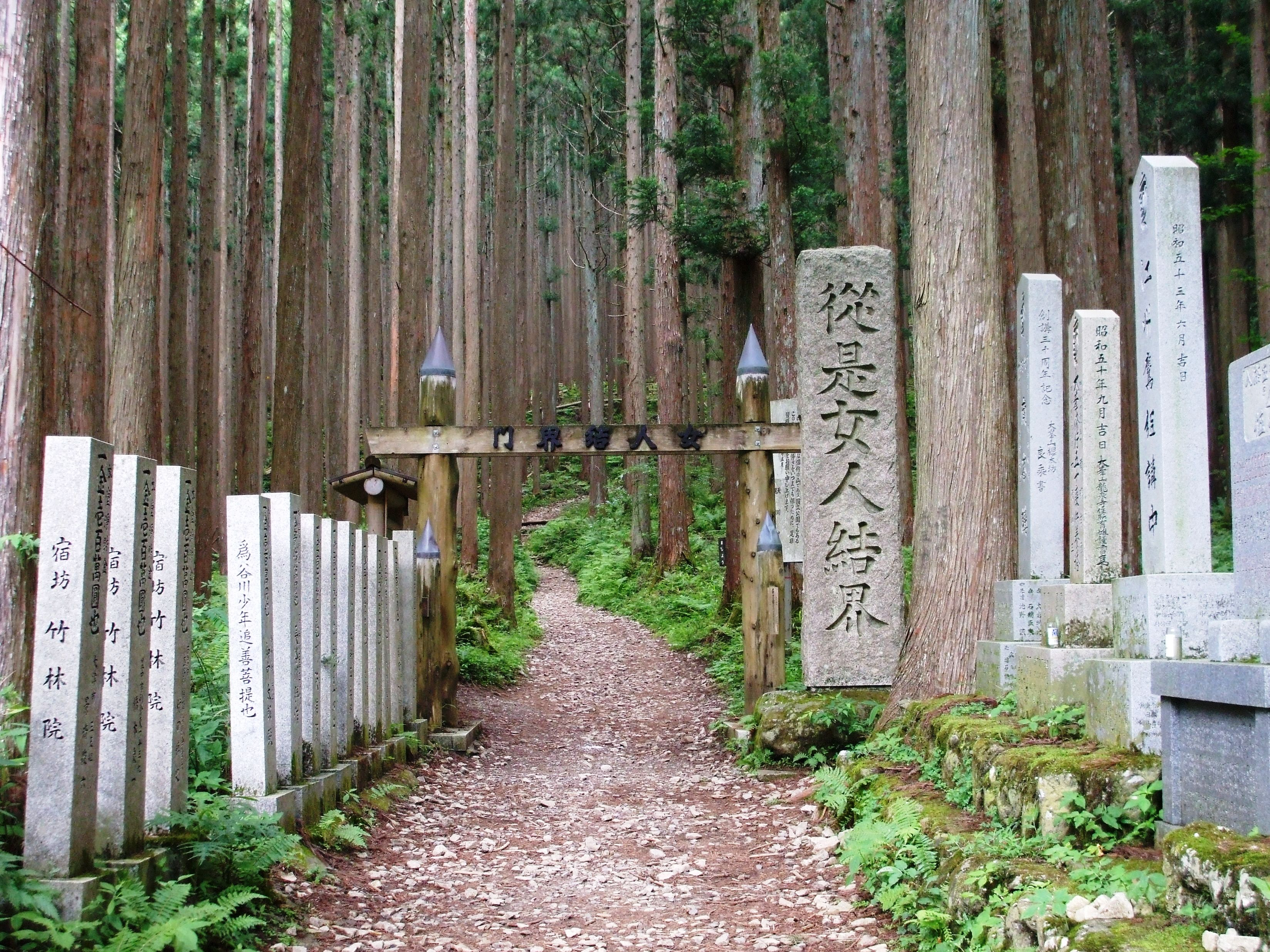
登山道入口（大峯大橋）
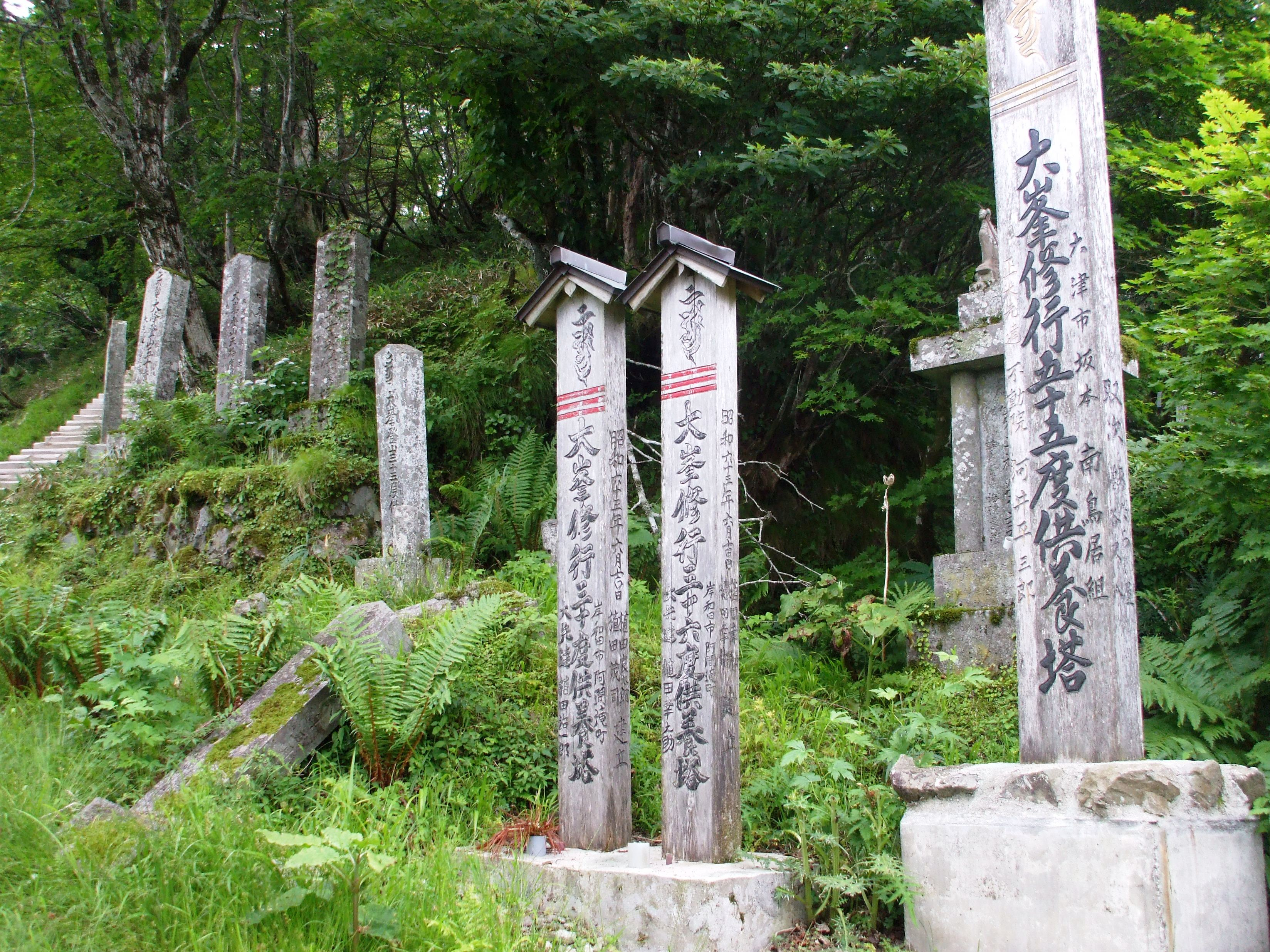
登山道之一風景
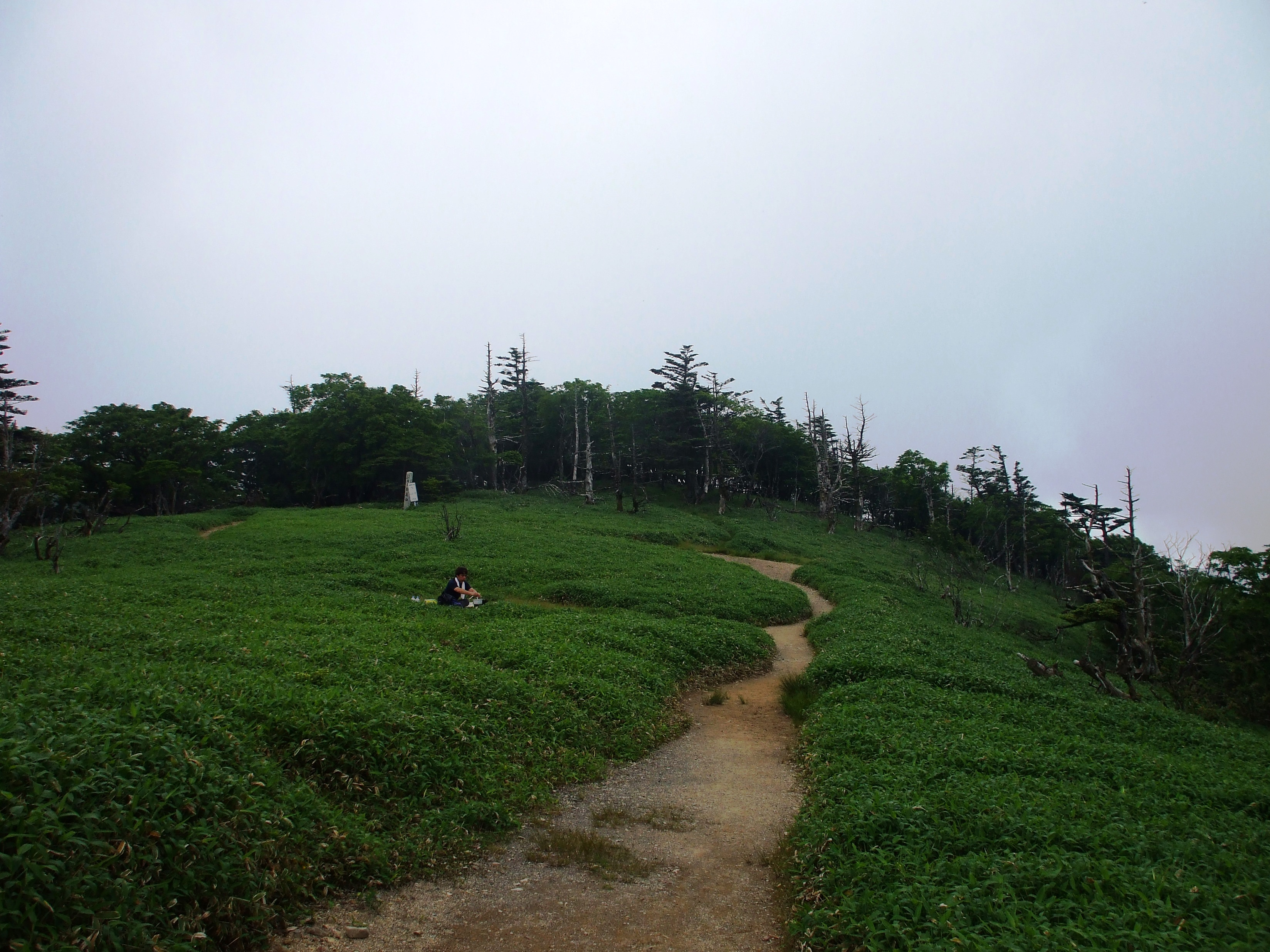
山上岳山頂（山上花畑）
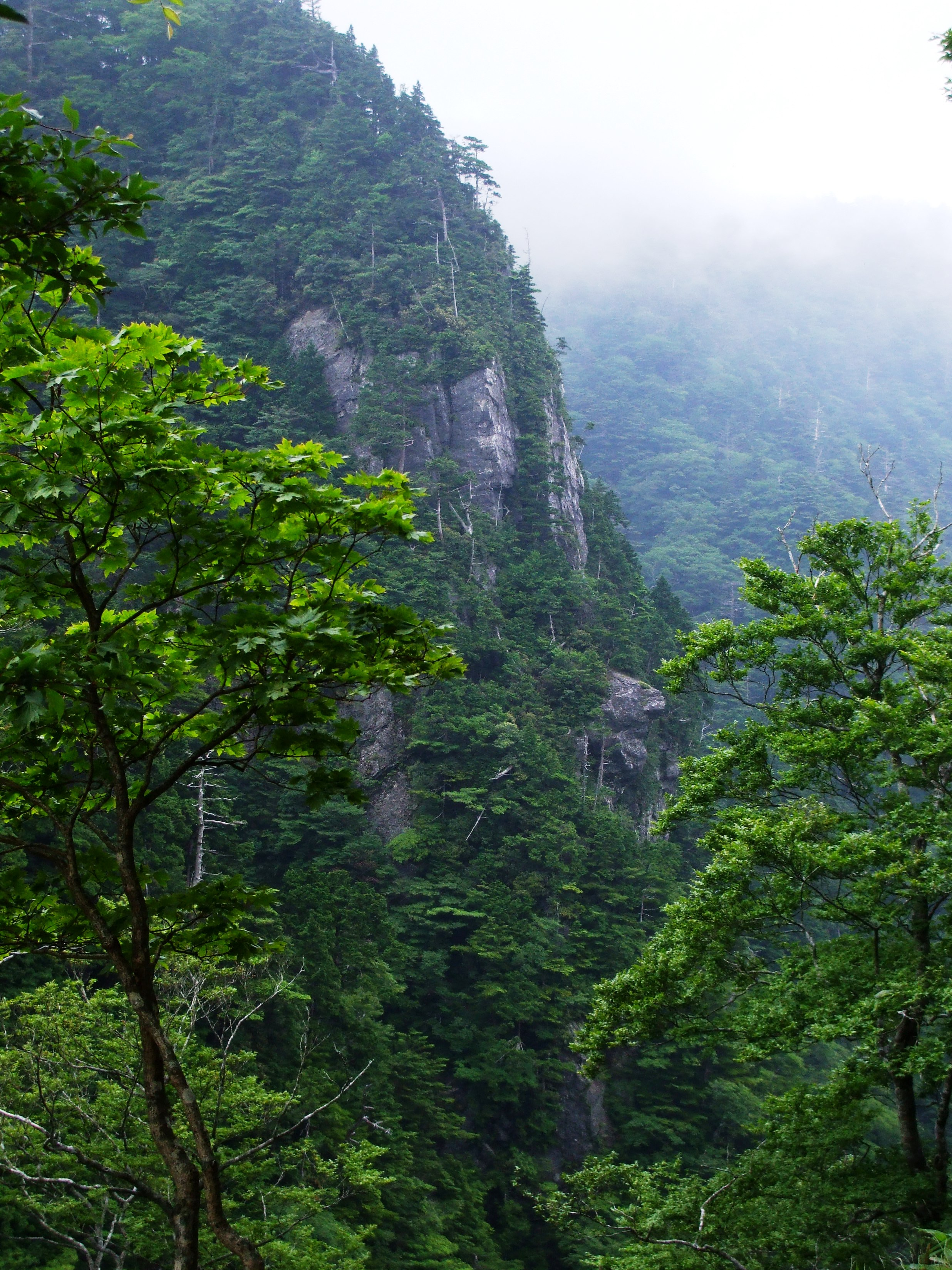
山上岳岩壁
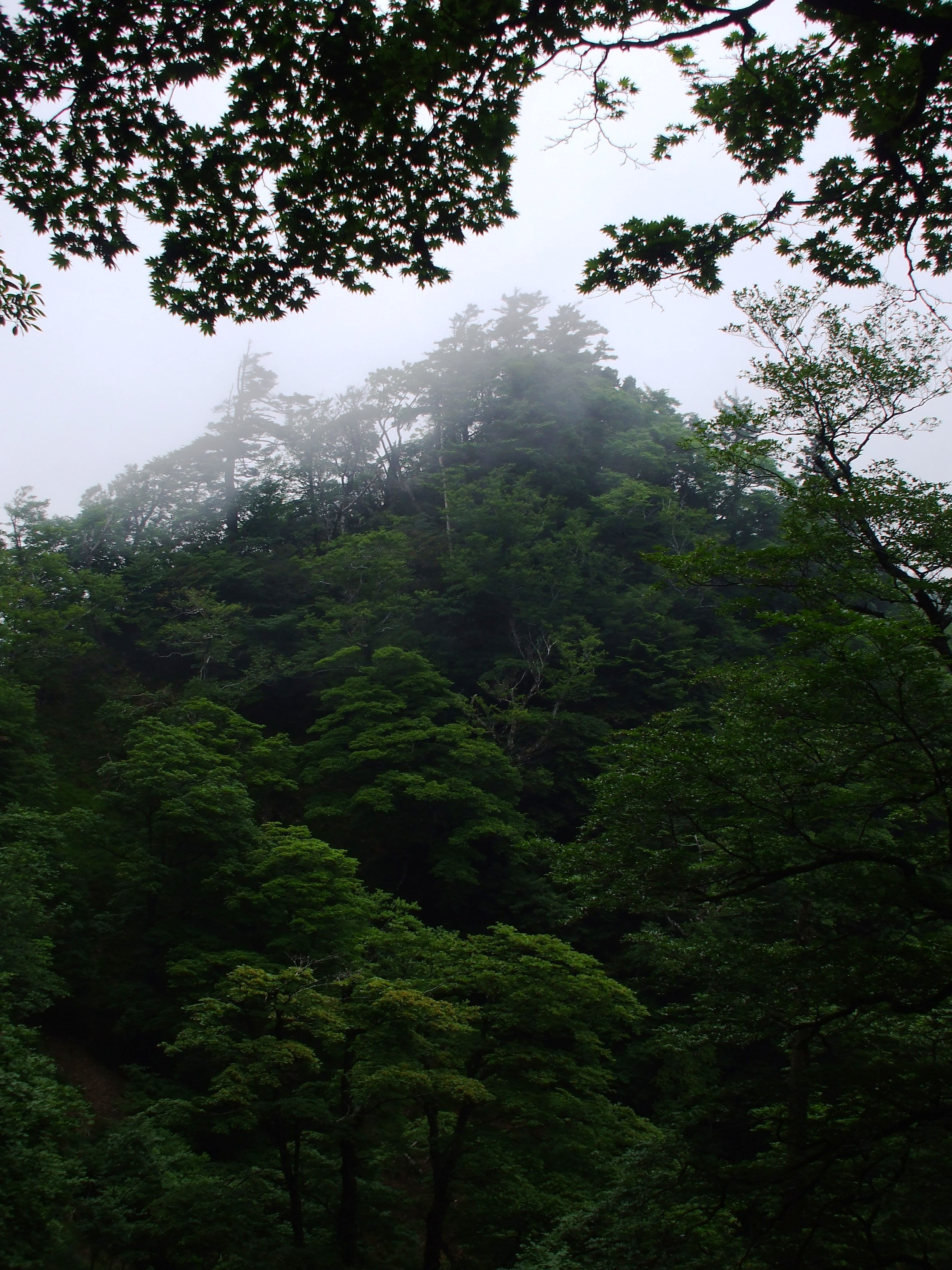
稻村岳

## 關連項目
- 大普賢岳
- 行者還岳
- 八經岳
- 釋迦岳 (奈良縣)
- 玉置山
- 修驗道
- 役小角
- 女人禁制
- 都道府縣最高峰（奈良縣）

## 外部連結
- 天川村（页面存档备份，存于）
- 天川之知惠袋（页面存档备份，存于）
- 大峯山洞川溫泉觀光協會（页面存档备份，存于）
- 大峯本宮 天河大弁財天社（页面存档备份，存于）